# 埃克斯波熱山
73°32′S 162°43′E / 73.533°S 162.717°E
埃克斯波熱山是南極洲的山峰，位於維多利亞地的彭內爾海岸，屬於梅薩山脈的一部分，由新西蘭的探險隊命名，現時由南極條約體系管理。